# Ronnie Allen
Ronald Allen (Fenton, 15 gennaio 1929 – Great Wyrley, 9 giugno 2001) è stato un calciatore e allenatore di calcio inglese, di ruolo attaccante.

## Carriera

### Giocatore
Ronnie Allen cresce calcisticamente con il Port Vale, squadra inglese in cui milita per quattro anni nell'immediato dopoguerra. Nel 1950 passa al West Bromwich Albion, di cui diventa una bandiera, come testimoniano le 415 presenze in campionato (e 205 reti), che lo rendono tuttora uno dei calciatori più presenti e più prolifici nella storia del club. Vince anche un Golden Boot (titolo di capocannoniere) ed una FA Cup, nella cui finale del 1953-54 realizza una doppietta.
Chiude con il calcio giocato presso il Crystal Palace. Conta anche 5 presenze e due reti con la Nazionale di calcio dell'Inghilterra.

### Allenatore
Comincia ad allenare nel 1966 sedendosi sulla panchina del Wolverhampton. Con i Wolves disputò, nelle vesti di allenatore-giocatore l'unica edizione del campionato dell'United Soccer Association, lega che poteva fregiarsi del titolo di campionato di Prima Divisione su riconoscimento della FIFA, nel 1967: quell'edizione della Lega fu disputata utilizzando squadre europee e sudamericane in rappresentanza di quelle della USA, che non avevano avuto tempo di riorganizzarsi dopo la scissione che aveva dato vita al campionato concorrente della National Professional Soccer League; la squadra di Los Angeles fu rappresentata per l'appunto dal Wolverhampton. I "Wolves" vinsero la Western Division e batterono in finale i Washington Whips che erano rappresentati dagli scozzesi dell'Aberdeen.
Nel 1969 viene ingaggiato dall'Athletic Bilbao. Con i baschi rimane per due stagioni, venendo però esonerato alla terza dopo otto giornate.
Seguono esperienze con Sporting Lisbona, Walsall e West Brom, per approdare alla Nazionale di calcio dell'Arabia Saudita, dove svolge il ruolo di vice-allenatore. Dopo una breve parentesi al Panathīnaïkos, conclude la carriera al West Bromwich Albion nel 1982.

## Statistiche

### Cronologia presenze e reti in nazionale
| Cronologia completa delle presenze e delle reti in nazionale ― Inghilterra | Cronologia completa delle presenze e delle reti in nazionale ― Inghilterra | Cronologia completa delle presenze e delle reti in nazionale ― Inghilterra | Cronologia completa delle presenze e delle reti in nazionale ― Inghilterra | Cronologia completa delle presenze e delle reti in nazionale ― Inghilterra | Cronologia completa delle presenze e delle reti in nazionale ― Inghilterra | Cronologia completa delle presenze e delle reti in nazionale ― Inghilterra | Cronologia completa delle presenze e delle reti in nazionale ― Inghilterra |
| Data                                                                       | Città                                                                      | In casa                                                                    | Risultato                                                                  | Ospiti                                                                     | Competizione                                                               | Reti                                                                       | Note                                                                       |
| -------------------------------------------------------------------------- | -------------------------------------------------------------------------- | -------------------------------------------------------------------------- | -------------------------------------------------------------------------- | -------------------------------------------------------------------------- | -------------------------------------------------------------------------- | -------------------------------------------------------------------------- | -------------------------------------------------------------------------- |
| 25-5-1952                                                                  | Vienna                                                                     | Austria                                                                    | 2 – 3                                                                      | Inghilterra                                                                | Amichevole                                                                 | -                                                                          |                                                                            |
| 3-4-1954                                                                   | Glasgow                                                                    | Scozia                                                                     | 2 – 4                                                                      | Inghilterra                                                                | Qual. Mondiali 1954                                                        | -                                                                          |                                                                            |
| 16-5-1954                                                                  | Belgrado                                                                   | Jugoslavia                                                                 | 1 – 0                                                                      | Inghilterra                                                                | Amichevole                                                                 | 1                                                                          |                                                                            |
| 10-11-1954                                                                 | Londra                                                                     | Inghilterra                                                                | 3 – 2                                                                      | Galles                                                                     | Torneo Interbritannico 1954                                                | -                                                                          |                                                                            |
| 1-12-1954                                                                  | Londra                                                                     | Inghilterra                                                                | 3 – 1                                                                      | Germania Ovest                                                             | Amichevole                                                                 | 1                                                                          |                                                                            |
| Totale                                                                     |                                                                            | Presenze                                                                   | 5                                                                          |                                                                            | Reti                                                                       | 2                                                                          |                                                                            |

## Palmarès

### Giocatore
- Coppa d'Inghilterra: 1

West Bromwich Albion: 1953-1954
- Community Shield: 1

West Bromwich Albion: 1954 (titolo condiviso)

### Allenatore
- Campionato statunitense di calcio: 1

Los Angeles Wolves: 1967
- Coppa di Spagna: 1

Athletic Club: 1969
- Coppa di Portogallo: 1

Sporting Lisbona: 1973